# Zenit de San Petersburgo (baloncesto)
El BC Zenit San Petersburgo (del ruso: БК «Зенит» Санкт-Петербург) es un equipo de baloncesto ruso con sede en San Petersburgo, Rusia. Juega en la VTB United League y en la máxima competición europea, la Euroliga. Disputa sus partidos como local en el Sibur Arena, con capacidad para 7 044 espectadores. Patrocinado por Gazprom, la franquicia anteriormente fue conocida como Dynamo Moscow Region BC y Triumph Lyubertsy Moscow Region BC, con sede en la región de Moscú.

## Historia
El club fue fundado originalmente en 2003, bajo el nombre de BC Dynamo Moscow Region, y registrado en la Superliga A de Rusia. El club original tenía su sede en Lyubertsy, en el Óblast de Moscú. En junio de 2007, el Dynamo se disolvió y se convirtió en el Triumph Lyubertsy, que retuvo la historia y los registros del Dynamo, a través de la adquisición de la historia y de los derechos del club. En la temporada 2013-14, el Triumph llegó a la final de la EuroChallenge, en la que perdió ante Grissin Bon Reggio Emilia.
En julio de 2014, el club anunció el traslado de la franquicia de Lyubertsy a San Petersburgo, y fue cambiando su nombre por el de BC Zenit San Petersburgo. El club conserva la historia y los derechos de Triumph Lyubertsy, y también su lugar tanto en la VTB United League y la Eurocup. Mientras, el club aún estaba tratando de mantener un segundo club en Lyubertsy, que competiría en la Superliga rusa.

## Trayectoria
| Dynamo Moscow Region   |   |               |      |                          |                 |      |
| 2003–04                | 1 | Superliga A   | 6    |                          |                 |      |
| 2004–05                | 1 | Superliga A   | 7.º  |                          |                 |      |
| 2005–06                | 1 | Superliga A   | 6.º  |                          |                 |      |
| 2006–07                | 1 | Superliga A   | 6.º  |                          |                 |      |
| Triumph Lyubertsy      |   |               |      |                          |                 |      |
| 2007–08                | 1 | Superliga A   | 4.º  |                          | 2 ULEB Cup      | RS   |
| 2008–09                | 1 | Superliga A   | 5.º  |                          | 3 EuroChallenge | 3.º  |
| 2009–10                | 1 | Superliga А   | 6.º  | Cuartos de final         | 2 Eurocup       | RS   |
| 2010–11                | 1 | PBL           | 10.º |                          | 3 EuroChallenge | QR   |
| 2011–12                | 1 | PBL           | 3.º  | Cuartos de final         | 3 EuroChallenge | 3.º  |
| 2012–13                | 1 | PBL           | 5.º  |                          | 2 Eurocup       | EF   |
| 2013–14                | 1 | United League | 5.º  | Cuartos de final         | 3 EuroChallenge | RU   |
| Zenit Saint Petersburg |   |               |      |                          |                 |      |
| 2014–15                | 1 | United League | 5.º  | 2.ª ronda clasificatoria | 2 Eurocup       | EF   |
| 2015–16                | 1 | United League | 3.º  | Finalista                | 2 Eurocup       | EF   |
| 2016–17                | 1 | United League | 3.º  |                          | 2 EuroCup       | QF   |
| 2017–18                | 1 | United League | 3.º  |                          | 2 EuroCup       | QF   |
| 2018–19                | 1 | United League | 4.º  | 1.ª ronda                | 2 EuroCup       | T16  |
| 2019–20                | 1 | United League | 6.º  | —                        | 1 Euroliga      | 18.º |
| 2020–21                | 1 | United League |      |                          | 1 EuroLeague    |      |

## Jugadores

### Jugadores destacados
| - Vasily Karasev - Sergey Karasev - Egor Vyaltsev - Yevgueni Vóronov - Fedor Dmitriev - Pavel Sergeev - Fedor Likholitov - Valery Likhodey - Nikita Shabalkin - Nenad Krstić - Ivan Zoroski - Nikola Vasic - Milovan Raković - Ognjen Aškrabić - Uroš Slokar | - Giedrius Gustas - Kyle Landry - Tanel Tein - Kerem Tunçeri - Yuval Naimy - Luke Nevill - Kristaps Valters - Marcus Goree - Jeremy Chappell - Cory Higgins - Tywain McKee - Paul Miller - Terrell Lyday - Mire Chatman - Alan Anderson | - Marque Perry - Tasmin Mitchell - Devin Searcy - Jerry Davon Jefferson - Mike Wilkinson - J.R. Bremer - Brion Rush - Esteban Batista - Walter Hodge - Jermaine Anderson - Obie Trotter |

## Entrenadores
- Stanislav Eremin
- Valdemaras Chomičius
- Vasily Karasev

## Palmarés

### Competiciones europeas
- FIBA Europa Conferencia Norte (2): 2004 y 2005.
- FIBA EuroCup Challenge (0)
  - Subcampeón FIBA EuroCup Challenge: 2005.
- FIBA EuroChallenge (0): 
  - Subcampeón FIBA EuroChallenge: 2014.
    - Tercera plaza FIBA EuroChallenge: 2009 y 2012.